# دحل أبو طقة
دحل أبو طقة هو أحد الدحول الواقعة في الصمان في السعودية.